# Universidad de Lenguas de Azerbaiyán
La Universidad de Lenguas de Azerbaiyán (en azerbaiyano Azərbaycan Dövlət Dillər Universiteti) es una de las universidades estatales, que se encuentran en Bakú. Desde 2017 el rector de la universidad es Kamal Abdulla.

## Historia
Por primera vez la facultad de las lenguas extranjeras fue establecida el 9 de octubre de 1937 por el Consejo de los Comisarios Populares de Azerbaiyán en el Instituto Pedagógico de Azerbaiyán. En 1941 la facultad fue modificado al Instituto Pedagógico de las lenguas de Azerbaiyán. Pero no puede funcionar debido a la guerra y volvió a existir como facultad.
Después de la guerra en la base de la facultad de las lenguas extranjeras del İnstituto Pedagógico fue creado el Instituto Pedagógico de Lenguas de Azerbaiyán. En el primer año el Instituto tiene sólo 150 estudiantes.  
El 4 de noviembre de 1972 el Instituto fue reorganizado, pero como el instituto independiente comenzó funcionar en 1973.
Según la disposición presidencial del 13 de junio de 2000 el Instituto Estatal de Lenguas de Azerbaiyán fue reorganizado a la Universidad de las Lenguas de Azerbaiyán. el 30 de julio de 2000 Samed Seyidov fue nombrado el rector de la universidad.

## Estructura
- Rector
- Vicerrector de la formación
- Vicerrector de investigación
- Vicerrector de los asuntos internacionales
- Vicerrector de actividades educativas
- Vicerrector general[2]
- Asesor del rector sobre la ciencia y educación
- Asesor del rector sobre multiculturalismo
- Asesor del rector sobre los asuntos financieros
- Asesor del rector sobre los asuntos sociales[3]

## Facultades
- de educación

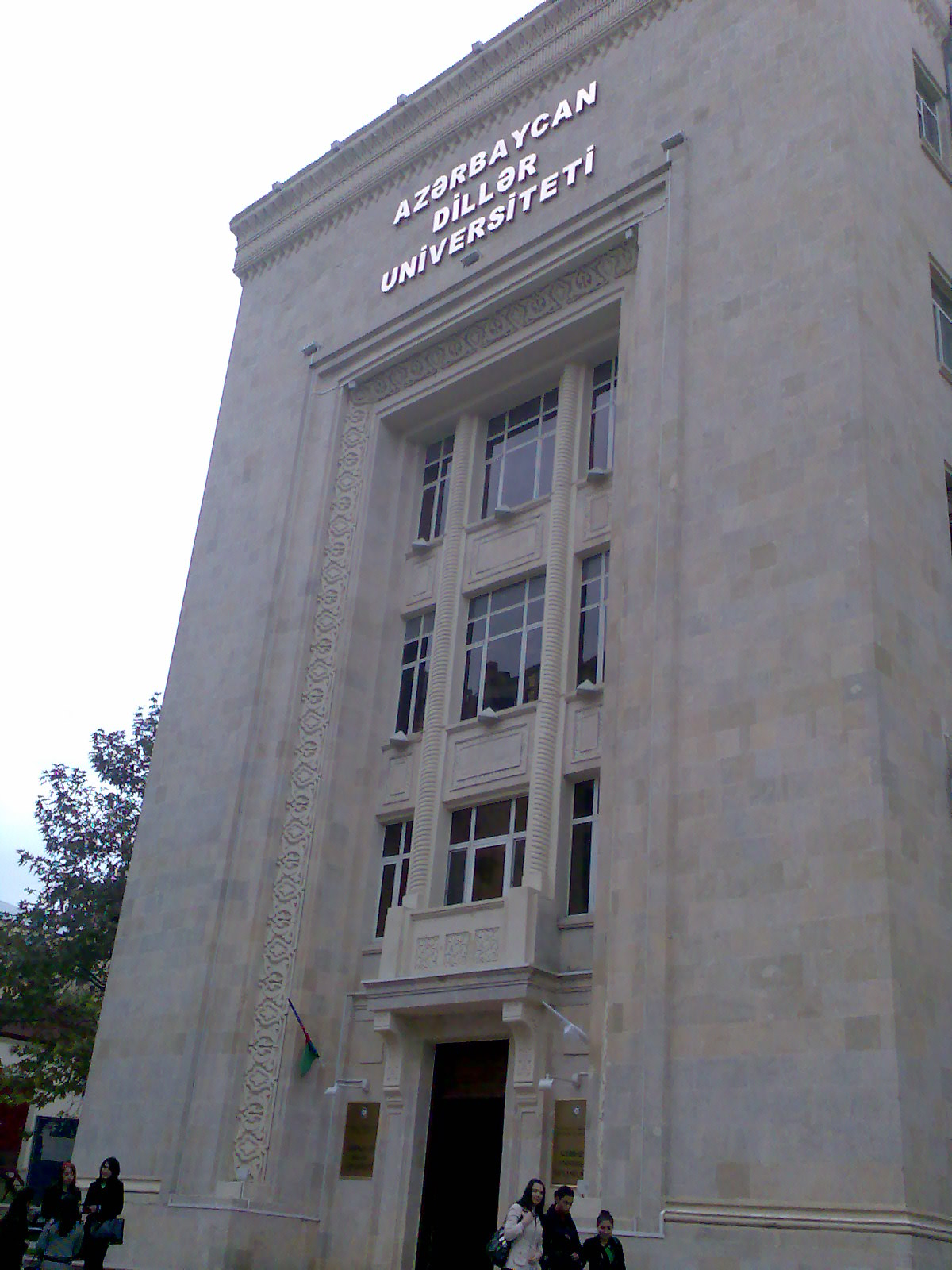
Universidad de Lenguas de Azerbaiyán

La facultad de la educación fue creado en 2017 en la base de las facultades pedagógicos de las lenguas inglés y alemán y inglés y francés. La facultad tiene cátedras siguientes: de fonética de inglés, gramática de inglés, lingvoculturología, léxicо de inglés, léxicо del francés,  los métodos de enseñanza de las lenguas extranjeras, pedagógica, psicología, las lenguas extranjeras, protección civil y los conocimientos médicos primarias.
- de las relaciones internacionales y gestión

La facultad fue establecido el 19 de octubre de 2001. En la facultad se funcionan las cátedras de las relaciones internacionales, filosofía, las lenguas extranjeras, tecnologías de información. Aquí trabajan los profesores de Rumania, India, Hungría y China.
- de filología y periodismo

La facultad fue establecido el 7 de febrero de 2013 en la base de las facultades de las lenguas alemán y francés y facultad de filología. La facultad tienen las cátedras de fonética y gramática del francés, lenguas extranjeras, literatura de los países extranjeros, literatura azerbaiyano, idioma azerbaiyano,  los métodos de enseñanza de las lenguas extranjeras, idiomas generales, fonética y gramática de inglés.
- de traducción y estudios culturales

La facultad de traducción fue creado en 2000; en 2017 pasó a llamarse la facultad de la traducción y estudios culturales. En la facultad se enseñan inglés, español, francés, alemán, italiano y coreano. Hay la cooperación con la Universidad Hacitepe de Turquía, Universidad de Murcia de España, Universidad de Milán de Italia, Universidad Hankuk y Chonbuk de Corea y Universidad de Estrasburgo de Francia. Actualmente en la universidad trabajan los profesores - hablantes nativos de español y coreano. Además, la facultad coopera con las embajadas de España, México, Colombia, Perú, Argentina, Cuba, Costa-Rica y sus embajadores visitaron la universidad y realizaron las reuniones con profesores y estudiantes. En la facultad se existen los centros de español, coreano, italiano y sala de lectura alemán.
- de educación complementaria y práctica

La actividad de la facultad se comenzó en 2001. La facultad abarca las siguientes esferas: perfeccionamiento de formación, readiestramiento, mejoramiento de personal, pregrado y postgrado, enseñanza secundaria especializada, enseñanza de adultos.
| Departamentos                                                                                          | Secciones | Laboratorios |
| - de las relaciones internacionales - de ciencia - de educación - de relaciones públicas - de finanzas | - jurídico - recursos humanos - general - de estudiantes - de maestría - de doctorado - de Defensa Civil - librería | - de científico e investigación de multiculturalismo - de científico e investigación del “Centro de Rusia” - de científico e investigación de Azerbaiyán - de científico e investigación del estudio de folclore comparativa |

## Graduados famosos
1. Novruz Mammadov - primer ministro de la República de Azerbaiyán[12]
2. Azad Rahimov - ministro de Juventud y deporte de la República de Azerbaiyán
3. Abulfaz Garayev - ministro de la cultura de la República de Azerbaiyán
4. Gusman Solomonovich - primer Adjunto del director general de ITAR
5. Garri Kasparov - ajedrecista soviético
6. Aisel Teimurzdeh - cantante azerbaiyana
7. Irada Ibrahimova - cantante azerbaiyana
8. Lala Mammadova - cantante azerbaiyana